# Björn Ferm
Björn Ferm (Jönköping, 10 de agosto de 1944) é um ex-pentatleta sueco, campeão olímpico. 

## Carreira
Björn Ferm representou seu país nos Jogos Olímpicos de 1924, 1928 e 1932, na qual conquistou a medalha de ouro, no individual, em 1924. 